# Aspilota latitemporata
Aspilota latitemporata är en stekelart som beskrevs av Fischer 1976. Aspilota latitemporata ingår i släktet Aspilota och familjen bracksteklar. Inga underarter finns listade.